# Melitón Reyes Larios
Melitón Reyes Larios (Camerino Z. Mendoza, Veracruz de Ignacio de la Llave; 1 de enero de 1945-10 de septiembre de 2023) fue un abogado, político, historiador, profesor y maestro en planeación y desarrollo mexicano.

## Biografía
Concluyó la educación primaria en la institución Escuela primaria «Enrique C. Rébsamen» (1952-1957, ciudad Camerino Z. Mendoza), realizó la educación secundaria en la institución Escuela Secundaria y de Artes y Oficios «Esfuerzo Obrero» (1958-1960, ciudad Camerino Z. Mendoza), y su Educación Preparatoria fue cursada en la Escuela Preparatoria «Benito Juárez» (1962-1963 Ciudad Xalapa, Ver.)
Se convirtió en acreedor a la medalla «Ignacio Manuel Altamirano» por 49 años de servicio ininterrumpidos otorgada por el C. Presidente de la República Mexicana Enrique Peña Nieto en la residencia oficial de los pinos en la ciudad de México el 15 de mayo de 2015.
También se convirtió en catedrático de diversas asignaturas, en la escuela normal superior federal de Veracruz (1992-2001), en el centro regional de estudios Veracruz de la universidad pedagógica veracruzana (1980-2011). Fue fundador de la Escuela Secundaria, de Bachilleres y de la Universidad de la antigua Veracruz, en la ciudad puerto de Veracruz, Ver. (1989, 1989-200).
Adicionalmente se volvió director del centro regional de estudios Veracruz de la Universidad Pedagógica Veracruzana, en el puerto de Veracruz (2000-2008), director de la Escuela Secundaria de Bachilleres y Universidad de la antigua Veracruz, en la ciudad y puerto de Veracruz, Ver. (2009-2012).
Luego se volvió Vicerrector de la Universidad del Golfo de México, rectoría de Veracruz, Ver. (2009-2012) y después se convirtió en director del UGMEX Campus Córdoba (Preescolar y primaria, 2013-2017).
Actualmente es Presidente Municipal de Camerino Z. Mendoza, Veracruz.

## Polémicas

### Elecciones
El 26 de marzo de 2017 asumió como candidato para la presidencia municipal de Ciudad Mendoza por la coalición PAN, PRD. 
Ganó las elecciones municipales con 4008 y el 26.8957 % de los votos, aunque fue impugnada por sus contrincantes a la alcaldía por los partidos Morena y Nueva Alianza y rechazada por el Tribunal Electoral del Poder Judicial de la Federación, así tomando protesta el 31 de diciembre del 2017.

## Educación académica
- Profesor de Educación Primaria, Escuela Normal Veracruzana «Enrique C. Rébsamen» (1961-1963 Xalapa Ver.).
- Licenciado en Historia, Universidad Autónoma de Tlaxcala (1983-1989, Tlaxcala, Tlax).
- Licenciado en Lengua y Literatura Españolas, Universidad Autónoma de Tlaxcala (1983-1989 Tlaxcala Tlax.).
- Licenciado en Derecho, Universidad Villa Rica (1979-1985, Veracruz, Ver.).
- Maestría en Planeación y Desarrollo, Centro de Experimentación para el Desarrollo de la Formación Tecnológica (CEDEFT), Instituto Tecnológico de Veracruz. Veracruz, Ver., Cuernavaca, Morelos y CREFAL Pátzcuaro, Mich.; auspiciada por la «OEA» (1990-1992).

## Experiencia profesional y laboral
- Obrero de la «Fábrica Santa Rosa» en el departamento de tejidos los fines de semana y vacaciones de diciembre durante los años 1960 y 1961.
- Profesor de educación primaria en diversas escuelas (1964-1974).
- Profesor fundador del programa de iniciación universitaria de la Universidad Veracruzana en la ciudad Camerino Z. Mendoza, Ver. (1973-1974).
- Director de la escuela de bachilleres «América» de la ciudad Camerino Z. Mendoza, Ver.
- Catedrático fundador de las escuelas de enfermería y de iniciación Universitaria de la unidad de ciencias de la salud de la Universidad Veracruzana en Minatitlán (1975-1977).
- Catedrático y gobernador del departamento de Ciencias Económico-Administrativas del Instituto Tecnológico de Veracruz (1977-1983).
- Jefe de la oficina de vinculación con el sector deportivo del Instituto Tecnológico de Veracruz (1984-1987).
- Catedrático de tiempo completo del Instituto Tecnológico de Veracruz en el departamento de Ciencias Económico-Administrativas (1987-2006).
- Catedrático de diversas asignaturas en el Colegio la Paz de Veracruz en el área de Licenciatura de Educación Primaria y Especial (1985-1992).

## Otros puestos sociales y políticos
- Secretario general del sindicato de profesores «CROM» de la ciudad Camerino Z. Mendoza, Ver. (1967-1969).
- Subdelegado censal, a nivel federal y estatal, para el censo de la población y vivienda, ejidal, forestal, agropecuario y económico de 1970 con sede en el distrito de Orizaba, Ver. y atención a 28 municipios (1969-1970).
- Coordinador de la campaña a la presidencia municipal de Acultzingo del C. Profesor Saúl Guerrero Rojas por el trienio (1970-1973).
- Presidente del comité de huelga del sindicato de profesores «CROM» de la Ciudad Camerino Z. Mendoza, Ver. del 20 de septiembre al 31 de octubre de 1971 como apoyo de toda la organización sindical al pliego petitorio con trabajadores al servicio del estado de Veracruz «SETSE».
- Presidente del comité regional de huelga de toda la región de Orizaba, presentando a 15 sindicatos coaligados y delegaciones del «SETSE» en 16 municipios con sede en la ciudad de Orizaba, apoyando el pliego petitorio con emplazamiento a huelga que entregó el comité ejecutivo estatal del «SERSE» para lograr la incorporación de los trabajadores de la educación del estado de Veracruz al instituto mexicano del seguro social del 1 al 31 de octubre de 1971. (Dicha presentación se logró con este movimiento).
- Presidente de la liga de fútbol de la ciudad Camerino Z. Mendoza Ver. (1971-1974).
- Secretario de trabajo y conflictos de la delegación D-II-16 «SNTE» del Instituto Tecnológico de Minatilán (1975-1977).
- Miembro fundador de la federación de sindicatos del personal académico de la Universidad Veracruzana (FESAPAUV 1976).
- Primer presidente de la unidad habilitación «Adolfo Ruiz Cortines» en Veracruz, Ver. para atención ciudadana (1982-1983).
- Secretario de organización de la delegación D-II-25 del «SNTE» del Instituto Tecnológico de Veracruz, Ver. (1982-1983).
- Coordinador general de la coalición de 20 delegaciones sindicales de los institutos tecnológicos federales del país reunidos en la Ciudad de México, D.F. los días 18,19 y 20 de enero de 1983 y dando formación a la unión de delegaciones sindicales de los institutos tecnológicos «UNDESINTEC».
- Coordinador general de la reunión nacional de «UNDESINTEC» efectuada en el Instituto Tecnológico de Veracruz en la ciudad de Veracruz, Ver. del 3 al 5 de marzo de 1983.
- Funcionario de casilla (Presidente) en 3 ocasiones, en las elecciones municipales, estatales y federales, siendo la última las elecciones federales de 2015.
- Presidente Constitucional del Municipio Camerino Z. Mendoza Ver.